# It's It
It's It fue el cuarto y último álbum lanzado por The Sugarcubes en octubre de 1992. Posteriormente los Sugarcubes se separaron y la cantante Björk inició su carrera como solista.
Este álbum es una recopilación de los tres álbumes publicados anteriormente.

## Lista de canciones
1. Birthday (07:32), Justin Robertson 12" Mix
2. Leash Called Love (06:27), Tony Humphries Mix
3. Blue Eyed Pop (06:39), S1000 Mix
4. Motorcrash (06:49), Justin Robertson Mix
5. Planet (04:42), Graham Massey Planet Suite Pt 2
6. Gold (06:10), Todd Terry Mix
7. Water (04:13), Bryan 'Chuck' New Mix
8. Regina (05:12), Sugarcubes Mix
9. Mama (05:09), Mark Saunders Mix
10. Pump (04:30), Marius de Vries Mix
11. Hit (07:10), Tony Humphries Sweet & Low Mix
12. Birthday (06:42), Tommy D Mix
13. Coldsweat (04:12), DB/BP Mix
14. Vitamin (03:54), E Mix

- Datos: Q6089652